# Guillermo Farré
Guillermo Martín Farré (ur. 16 marca 1981 w Colón) – argentyński piłkarz występujący na pozycji środkowego lub defensywnego pomocnika, trener piłkarski.